# OpenChrom
OpenChrom ist eine freie Software zum Analysieren massenspektrometrischer Daten der Chromatographie. Der Fokus liegt auf der Bearbeitung von Messdaten chromatographischer Systeme (z. B. GC/MS, LC/MS, Py-GC/MS, HPLC-MS). Dabei werden Datenformate unterschiedlicher Hersteller wie Agilent, Bruker, Shimadzu, Thermo Fisher Scientific, PerkinElmer und weiterer Anbieter unterstützt.
OpenChrom unterstützt nur die Analyse bereits aufgezeichneter Messdaten. Eine Gerätesteuerung wird nicht unterstützt. Die Software verfügt über eine anpassbare grafische Oberfläche. Zum Bearbeiten der chromatographischen Daten stehen Methoden zum Finden von Basislinien als auch zum Detektieren und Integrieren von Spitzen bereit. Filter erlauben eine zusätzliche Optimierung der Daten, zum Beispiel, um Massenfragmente (m/z) wie Wasser (18) und Stickstoff (28) zu entfernen. OpenChrom ist freie Software und basiert auf einem modularen Ansatz, um zusätzliche Methoden und Algorithmen in die Plattform zu integrieren. OpenChrom baut auf der Eclipse Rich Client Platform (RCP) auf und ist für die Betriebssysteme Microsoft Windows, Linux und Mac OS X verfügbar. OpenChrom steht unter der Eclipse Public License 1.0 (EPL). Drittkomponenten werden über separate Plugins bereitgestellt und liegen unter verschiedenen OSI-kompatiblen Lizenzen vor.

## Geschichte

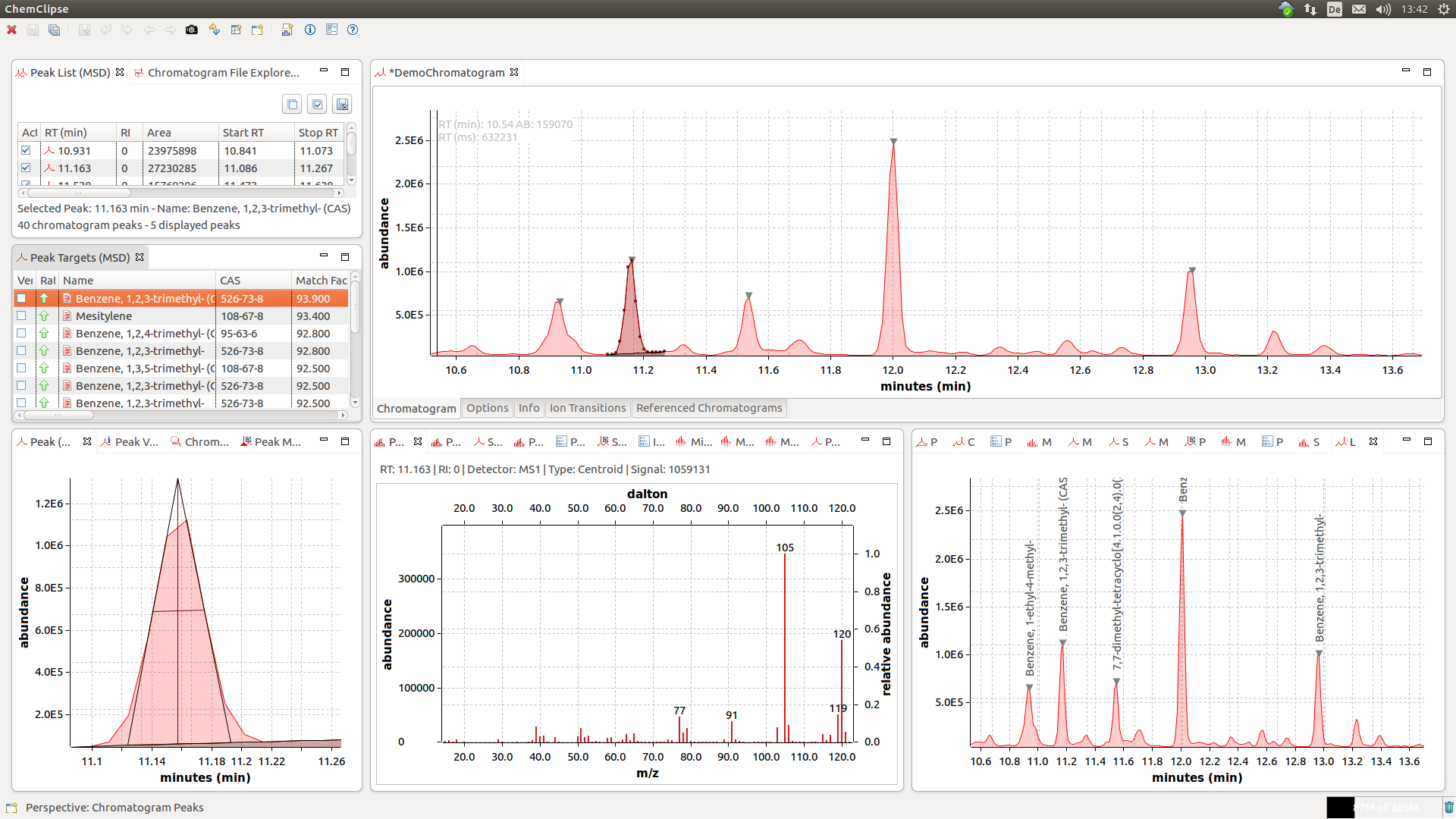
ChemClipse in Version 0.7.0

OpenChrom entstand im Rahmen der Dissertation von Philip Wenig an der Universität Hamburg. In seiner Arbeit beschäftigte er sich mit der Mustererkennung auf Daten der analytischen Pyrolyse gekoppelt mit der Gaschromatographie und Massenspektrometrie (Py-GC/MS). Mittels des Moduls ChromIdent können eigene Pyrogramm-Datenbanken zur Identifizierung aufgebaut werden. Die Software wurde entsprechend generisch implementiert, und schnell wurde klar, dass sich die Anwendung auch auf andere Fragestellungen mit schwer auswertbaren Chromatogrammen wie etwa der Analytik von Geruchsstoffen in komplexer Matrix anwenden lässt.
Im August 2010 hat OpenChrom den ersten Platz beim Thomas Krenn Open-Source-Förderwettbewerb belegt sowie im März 2011 den Eclipse Community Award als beste RCP-Anwendung gewonnen. Die Entwickler sind zudem Gründungsmitglieder der Eclipse Science Working Group. Auch nach der erfolgreichen Kommerzialisierung der freien Software und damit in Verbindung stehender Dienste wurde das Engagement der Firma Lablicate im Bereich Open Source durch die Veröffentlichung der Schwestersoftware ChemClipse, deren Namensrechte die Eclipse Foundation trägt, erneut bestätigt.
Das Team der Firma Lablicate ist in die Forschung und Lehre des Fachbereichs Chemie der Universität Hamburg integriert. An Chemometrik und Bioinformatik interessierte Studenten werden durch Mentoring gezielt gefördert und unterstützt. Durch Kooperation mit der Abteilung für Massenspektrometrie bleiben die OpenChrom-Entwickler in direktem Kontakt mit den Praktikern und ihren alltäglichen Benutzbarkeitsproblemen im Umgang mit komplexer wissenschaftlicher Auswertesoftware. Zudem ist das Team von Lablicate auch auf wissenschaftlichen Veranstaltungen präsent und bietet Workshops für Nachwuchswissenschaftler an.

## Unterstützte Datenformate
Jeder Hersteller legt die aufgenommenen Messdaten üblicherweise in einem eigenen Datenformat ab. Diese Datenformate sind in den meisten Fällen proprietär und damit für Softwarelösungen anderer Hersteller unzugänglich. Es kommt zur Wettbewerbsverzerrung durch einen technisch herbeigeführten Vendor-Lock-in. Das erschwert den Vergleich von Messdaten und behindert den wissenschaftlichen Austausch. Zudem müssen Software-Entwickler ein aufwändiges Reverse Engineering der Formate durchführen, um die Daten lesbar zu machen.
Das Ziel von OpenChrom ist es, eine möglichst große Bandbreite an unterschiedlichen Formaten zu unterstützen. Hierfür werden in das Programm integrierte Konverter kostenfrei zur Verfügung gestellt. Die Rohdaten werden importiert und bleiben selbst unverändert. Darüber hinaus ermöglicht es OpenChrom die analysierten Messdaten in offenen Formaten abzuspeichern. Dazu stellt OpenChrom ein eigenes Open-Source-Format (*.ocb) zur Verfügung. Dieses Format speichert nicht nur die Messdaten, sondern auch die Identifizierungsergebnisse.

### Massenselektiver Detektor
- Agilent *.D (DATA.MS and MSD1.MS)
- AMDIS Library (*.msl)
- Bruker Flex MALDI-TOF MS (*.fid)
- Chromtech (*.dat)
- CSV (*.csv)
- Finnigan (*.RAW)
- Finnigan MAT95 (*.dat)
- Finnigan ITDS (*.DAT)
- Finnigan ITS40 (*.MS)
- Finnigan Element II (*.dat)
- JCAMP-DX (*.JDX)
- Microsoft Excel (*.xlsx)
- mzXML (*.mzXML)
- mzData (*.mzData)
- NetCDF/ANDI/AIA (*.cdf)
- NIST Text (*.msp)
- OpenChrom (*.ocb)
- Peak Loadings (*.mpl)
- PerkinElmer (*.raw)
- Varian SMS (*.SMS)
- Varian XMS (*.XMS)
- VG MassLab (*.DAT_001;1)
- Shimadzu (*.qgd)
- Shimadzu (*.spc)
- Waters (*.RAW)
- Agilent ICP-MS (*.icp)
- Finnigan ICIS (*.dat)
- mzML (*.mzML)
- mzMLb (*.mzMLb)
- mz5 (*.mz5)
- mzDB (*.mzDB)
- MassHunter (*.D)
- Finnigan ICIS (*.dat)
- MassLynx (*.RAW)
- Galactic Grams (*.cgm)
- GAML (*.gaml)
- Mascot Generic Format (*.mgf)
- AnIML (*.animl)
- Chemical Markup Language (*.cml)

### Flammenionisationsdetektor
- Agilent FID (*.D/*.ch)
- FID Text (*.xy)
- NetCDF/ANDI/AIA (*.cdf)
- PerkinElmer (*.raw)
- Varian (*.run)
- Finnigan FID (*.dat)
- Finnigan FID (*.raw)
- Shimadzu (*.gcd)
- Arw (*.arw)
- GAML (*.gaml)
- AnIML (*.animl)
- Thermo Scientific Atlas (*.r01)
- PeakSimple (*.CHR)

### Diodenarraydetektor
- Agilent DAD (*.UV/*.ch)
- ABSciex
- Chromulan
- Shimadzu (*.lcd)
- Waters Empower

### FT-IR
- JCAMP-DX (*.dx)
- Thermo Galactics (*.spc)
- Thermo Fisher Nicolet (*.spa)
- GAML (*.gaml)
- Chemical Markup Language (*.cml)

### NIR
- Bruker OPUS (*.0)

### UV/Vis
- Chemical Markup Language (*.cml)
- SpectroML (*.xml)

### qPCR
- Roche LightCycler (*.ixo)
- bioMérieux GeneUp (*.egu)
- RDML (*.rdml)
- RDES (*.tsv)

### Weitere Formate
- Peak Loadings (*.mpl)
- NIST-DB (*.msp)
- AMDIS Bibliothek (*.msl)
- AMDIS Kalibrierstandard (*.cal)
- AMDIS Ergebnisdatei (*.ELU)
- MassBank (*.txt)
- SVG (*.svg)
- ZIP (*.zip)
- SIRIUS Datenbank (*.ms)
- CAMAG HPTLC

## Hauptfunktionen
OpenChrom stellt eine Vielzahl an Funktionen zum Bearbeiten chromatographischer Daten zur Verfügung, die modular durch Erweiterungen (Plug-ins) zur Verfügung gestellt werden und unabhängig vom Hauptprogramm eingespielt und aktualisiert werden können:
- native Bearbeitung chromatographischer Daten (MSD und FID)
- automatische Verarbeitung der Daten (Stapelverarbeitung)
- Basislinienerkennung und -korrektur
- Spitzendetektoren und -integratoren
- Filter (Entfernen von Massenfragmenten und Scans, Rauschreduktion, Savitzky-Golay-Filter, CODA, Backfolding)
- Anpassen von Retentionszeiten und Setzen von Retentionsindizes
- Vergleich von Chromatogrammen und Identifikation von Peaks und Massenspektren zum Aufbau von Datenbanken mit Referenzsubstanzen
- Darstellung von identifizierten Molekülen mit dem CDK
- Quantifizierung mit internen oder externem Standards
- Subtraktion von Massenspektren
- Hauptkomponentenanalyse (PCA)
- Einbindung von OpenOffice/LibreOffice und Microsoft Office
- LIMS-Anbindung

## Versionen
Seit 2010 gibt es offizielle Versionen von OpenChrom. Jede Version ist nach einem berühmten Wissenschaftler aus dem Bereich der Chromatographie und/oder Massenspektrometrie benannt.
| Projektname | Namensgeber                | Datum        | Version |
| ----------- | -------------------------- | ------------ | ------- |
| Thomson     | Joseph John Thomson        | April 2010   | 0.1.0   |
| Goldstein   | Eugen Goldstein            | Mai 2010     | 0.2.0   |
| Wien        | Wilhelm Wien               | Oktober 2010 | 0.3.0   |
| Tswett      | Michail Semjonowitsch Zwet | April 2011   | 0.4.0   |
| Martin      | Archer John Porter Martin  | Oktober 2011 | 0.5.0   |
| Synge       | Richard L. M. Synge        | April 2012   | 0.6.0   |
| Nernst      | Walther Nernst             | Oktober 2012 | 0.7.0   |
| Dempster    | Arthur Jeffrey Dempster    | Juli 2013    | 0.8.0   |
| Mattauch    | Josef Mattauch             | Juli 2014    | 0.9.0   |
| Aston       | Francis William Aston      | Juli 2015    | 1.0.0   |
| Diels       | Otto Diels                 | Juli 2016    | 1.1.0   |
| Alder       | Kurt Alder                 | August 2017  | 1.2.0   |
| Dalton      | John Dalton                | August 2018  | 1.3.0   |
| Lawrence    | Ernest Lawrence            | August 2019  | 1.4.0   |
| McLafferty  | Fred McLafferty            | März 2022    | 1.5.0 * |